# 西方基督教
西方基督教（英語：Western Christianity）是相对東方基督教而言的稱呼，泛指包括拉丁禮天主教會、新教在内的各种形态的基督教宗派或教會，他們的發展沿革都可以追溯到中世纪的天主教會。其名稱中的「西方」來自「西方拉丁世界與東方希臘世界」概念，因為這些宗派的信仰傳統發源自受古羅馬（拉丁）文化影響的地區。
西方基督教在西歐、北歐、南歐與東歐部分地區、澳洲、西半球及南部非洲占主流，並隨著這些宗派的宣教活動而擴及世界各地。

基督宗教宗派分立一覽圖。其中從西方禮天主教會以上列出的各宗派，即所謂的「西方基督教」

## 西方基督教教派
- 天主教會（拉丁禮教會）
- 舊天主教會
- 獨立天主教會（英语：Independent Catholicism）
- 西方禮正教會
- 新教各教會（含聖公宗）
- 新教系新兴宗教